# رنجروور (ال۴۶۰)
رنج‌روور ال۴۶۰ نسل پنجم رنج‌روور از برند لندرور است. این خودرو توسط شرکت جگوار لندرور (JLR) در لندن در ۲۶ اکتبر ۲۰۲۱ رونمایی شد. این خودرو به صورت پلاگین هیبریدی (PHEV) و با آپشن هفت صندلی در دسترس است.

## بررسی

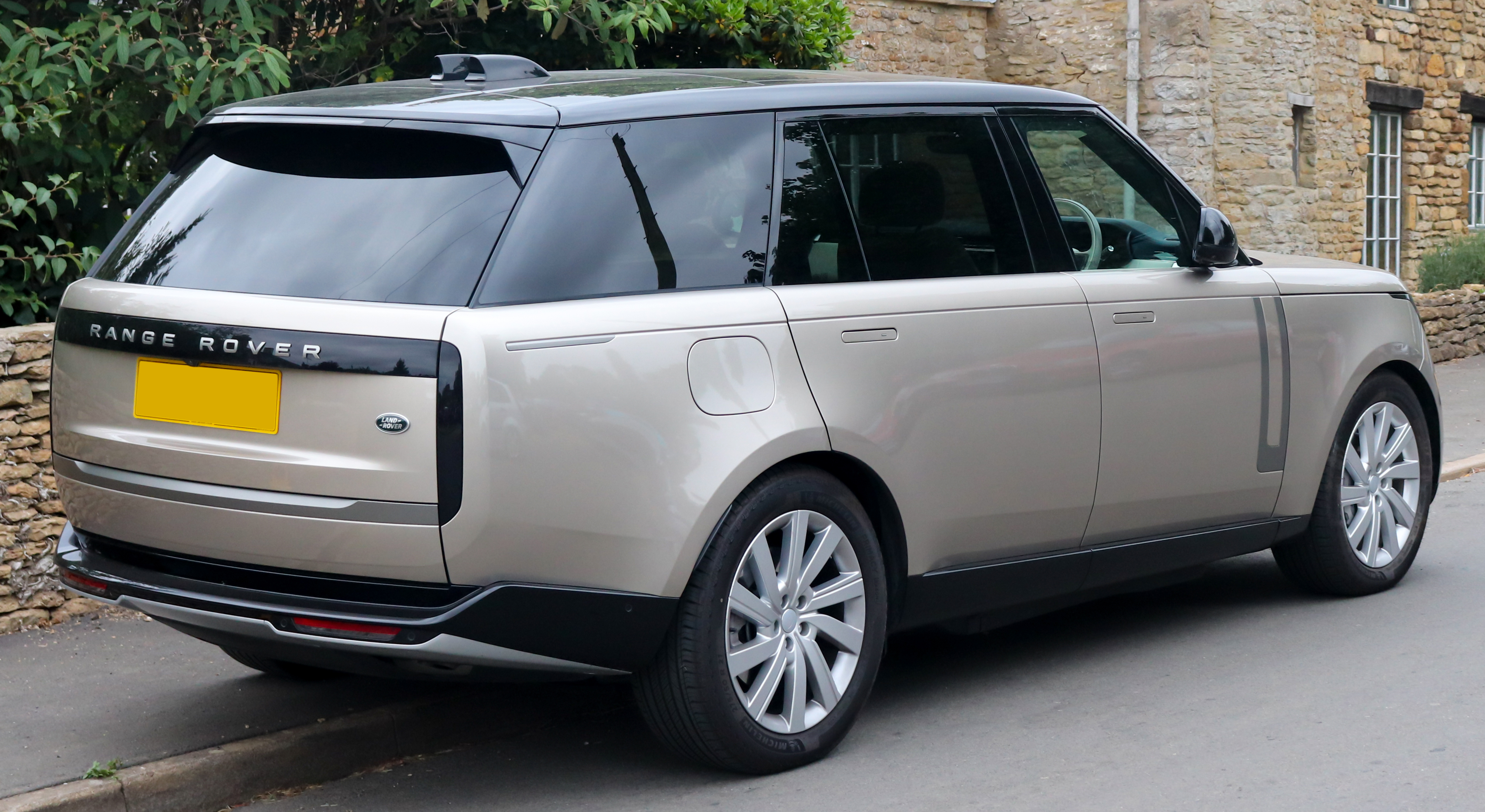
یکی از لوکس ترین شاسی بلندهای انگلیسی

نسل پنجم رنج روور در ۲۶ اکتبر ۲۰۲۱ توسط مدیر ارشد طراحی جگوار لندرور و طراح خودرو، جری مک گاورن، در تالار اپرای سلطنتی لندن رونمایی شد. این خودرو بر روی پلت فرم جدید جگوار (ام‌ال‌ای فلیکس) ساخته شده‌است و به صورت اتصال برقی دوگانه و با گزینه هفت صندلی در دسترس خواهد بود.

## مشخصات فنی

### ابعاد
این خودرو در نسخه استاندارد با فاصله بین دو محور ۲٬۹۹۷ میلیمتر (۱۱۷٫۹۹ اینچ)، طول ۵٬۰۵۲ میلیمتر (۱۹۸٫۹۰ اینچ) و فاصله بین دو محور بلند ۳٬۱۹۷ میلیمتر (۱۲۵٫۸۷ اینچ) عرضه می‌شود.

### پیشرانه
گزینه‌های موتور زیر برای این خودرو در دسترس هستند:
|           |                     | موتور آی‌سی‌ئی   | موتور آی‌سی‌ئی | موتور آی‌سی‌ئی | موتور الکتریکی       | موتور الکتریکی                                     | ترکیب شده                                          | ترکیب شده                         |
| کد موتور  | نوع موتور           | نوع موتور      | سوخت         | ظرفیت (L)    | باتری (کیلووات ساعت) | قدرت (کیلو وات؛ PS؛ اسب بخار)                      | قدرت (کیلو وات؛ PS؛ اسب بخار)                      | گشتاور (نیوتن متر؛ پوند-فوت)      |
| --------- | ------------------- | -------------- | ------------ | ------------ | -------------------- | -------------------------------------------------- | -------------------------------------------------- | --------------------------------- |
| پی ۴۴۰ ئی | هیبریدی             | I6 توربو       | بنزین        | ۳٫۰          | ۳۸٫۲                 | ۱۴۱ اسب بخار ترمز (۱۰۵ کیلووات؛ ۱۴۳ اسب بخار متری) | ۴۳۴ اسب بخار ترمز (۳۲۴ کیلووات؛ ۴۴۰ اسب بخار متری) | ۴۵۷ پوند نیرو-فوت (۶۲۰ نیوتن متر) |
| پی ۵۱۰ ئی | هیبریدی             | I6 توربو       | بنزین        | ۳٫۰          | ۳۸٫۲                 | ۱۴۱ اسب بخار ترمز (۱۰۵ کیلووات؛ ۱۴۳ اسب بخار متری) | ۵۰۳ اسب بخار ترمز (۳۷۵ کیلووات؛ ۵۱۰ اسب بخار متری) | ۵۱۶ پوند نیرو-فوت (۷۰۰ نیوتن متر) |
| پی۳۶۰     | خودروی هیبریدی خفیف | I6 توربو       | بنزین        | ۳٫۰          | -                    | -                                                  | ۳۵۵ اسب بخار ترمز (۲۶۵ کیلووات؛ ۳۶۰ اسب بخار متری) | ۳۶۹ پوند نیرو-فوت (۵۰۰ نیوتن متر) |
| پی ۴۰۰    | خودروی هیبریدی خفیف | I6 توربو       | بنزین        | ۳٫۰          | -                    | -                                                  | ۳۹۵ اسب بخار ترمز (۲۹۵ کیلووات؛ ۴۰۰ اسب بخار متری) | ۴۰۶ پوند نیرو-فوت (۵۵۰ نیوتن متر) |
| پی ۵۳۰    | -                   | V8 توئین توربو | بنزین        | ۴٫۴          | -                    | -                                                  | ۵۲۳ اسب بخار ترمز (۳۹۰ کیلووات؛ ۵۳۰ اسب بخار متری) | ۵۵۳ پوند نیرو-فوت (۷۵۰ نیوتن متر) |
| دی ۲۵۰    | MHEV                | I6 توئین توربو | دیزل         | ۳٫۰          | -                    | -                                                  | ۲۴۶ اسب بخار ترمز (۱۸۳ کیلووات؛ ۲۴۹ اسب بخار متری) | ۴۴۳ پوند نیرو-فوت (۶۰۱ نیوتن متر) |
| دی ۳۰۰    | خودروی هیبریدی خفیف | I6 توئین توربو | دیزل         | ۳٫۰          | -                    | -                                                  | ۲۹۶ اسب بخار ترمز (۲۲۱ کیلووات؛ ۳۰۰ اسب بخار متری) | ۴۷۹ پوند نیرو-فوت (۶۴۹ نیوتن متر) |
| دی ۳۵۰    | خودروی هیبریدی خفیف | I6 توئین توربو | دیزل         | ۳٫۰          | -                    | -                                                  | ۳۴۵ اسب بخار ترمز (۲۵۷ کیلووات؛ ۳۵۰ اسب بخار متری) | ۵۱۶ پوند نیرو-فوت (۷۰۰ نیوتن متر) |

همه موتورها با یک گیربکس هشت سرعته اتوماتیک با قابلیت برد پایین همراه هستند و نیروی مورد نیاز چرخ‌ها از طریق یک سیستم تمام چرخ محرک تأمین می‌شود که راننده می‌تواند هر یک از محورها را برای بهبود کارایی در شرایط رانندگی خاص غیرفعال کند. نسخه‌های هیبریدی از یک باتری لیتیوم یونی ۳۸٫۲ کیلووات ساعتی (با ۳۱٫۸ کیلووات ساعت قابل استفاده) استفاده می‌کنند.